# Carronia protensa
Carronia protensa är en tvåhjärtbladig växtart som först beskrevs av F. Müll., och fick sitt nu gällande namn av Friedrich Ludwig Diels. Carronia protensa ingår i släktet Carronia och familjen Menispermaceae. Inga underarter finns listade i Catalogue of Life.